# Кийський Потік
Кийський Потік — річка в Україні, в межах Шептицького району Львівської області, права притока Західного Бугу (басейн Вісли).

## Опис
Довжина річки 11 км, похил річки — 2,4 м/км. Формується з багатьох безіменних струмків. Площа басейну 40,5 км².

## Розташування
Бере початок на заході від села Вузлове. Тече переважно на північний захід і на західній околиці села Тишиця впадає у річку Західний Буг, праву притоку Вісли.
Населені пункти вздовж берегової смуги: Раковище, Нестаничі.